# Wahlen zum Repräsentantenhaus der Vereinigten Staaten 1884
Die Wahlen zum Repräsentantenhaus der Vereinigten Staaten 1884 fanden am 4. November 1884 statt. Dabei wurden in den Vereinigten Staaten die Abgeordneten des Repräsentantenhauses gewählt. In fünf Staaten wurde bereits zwischen dem 2. Juni und dem 14. Oktober gewählt. Die Wahlen waren Teil der allgemeinen Wahlen zum 49. Kongress der Vereinigten Staaten in jenem Jahr, bei denen auch ein Drittel der US-Senatoren gewählt wurden. Gleichzeitig fand auch die Präsidentschaftswahl des Jahres 1884 statt, die der Demokrat Grover Cleveland gewann.
Zu dieser Zeit bestanden die Vereinigten Staaten aus 38 Bundesstaaten. Es waren 325 Abgeordnete zu wählen. Die Sitzverteilung basierte auf der Volkszählung von 1880.
Bei den Wahlen verloren die Demokraten 14 Mandate, konnten ihre absolute Mehrheit im Repräsentantenhaus aber behaupten. Auf der anderen Seite gewannen die Republikaner 24 Mandate hinzu. Die United States Greenback Party, die für den permanenten Gebrauch von Banknoten (Papiergeld) eintrat und die vor allem in der Landwirtschaft ihre Wähler hatte, verlor einen weiteren Sitz und war nunmehr nur noch mit einem Abgeordneten im Kongress vertreten. Der leichte Umschwung zu Gunsten der Republikaner hing mit einer kurzen Wirtschaftskrise im Jahr 1884 zusammen. Einige der Wähler trauten den Republikanern mehr Wirtschaftskompetenz zu als den Demokraten. Das reichte aber weder aus um die Wahl des Demokraten Grover Cleveland zum Präsidenten zu verhindern noch um die Mehrheitsverhältnisse im Repräsentantenhaus umzudrehen. Nur im Senat konnten die Republikaner ihre dortige Mehrheit behaupten.
Wahlberechtigt und wählbar waren nur Männer. Frauen waren noch bis 1920 auf Bundesebene von Wahlen ausgeschlossen. Vor allem in den Südstaaten war das Wahlrecht durch Gesetze eingeschränkt, die das Wahlrecht an ein bestimmtes Steueraufkommen knüpften. Dadurch wurden ärmere Weiße, vor allem aber viele Afro-Amerikaner vom Wahlrecht ausgeschlossen.

## Wahlergebnis
- Demokratische Partei 182 (196) Sitze
- Republikanische Partei 141 (117) Sitze
- United States Greenback Party: 1 (2) Sitze
- Sonstige 1 (4)

Gesamt: 325 (325)
In Klammern sind die Ergebnisse der letzten Wahl zwei Jahre zuvor. Veränderungen im Verlauf der Legislaturperiode, die nicht die Wahlen an sich betreffen, sind bei diesen Zahlen nicht berücksichtigt, werden aber im Artikel über den 49. Kongress im Abschnitt über die Mitglieder des Repräsentantenhauses bei den entsprechenden Namen der Abgeordneten vermerkt. Das Gleiche gilt für Wahlen in Staaten, die erst nach dem Beginn der Legislaturperiode der Union beitraten. Daher kommt es in den Quellen gelegentlich zu unterschiedlichen Angaben, da manchmal Veränderungen während der Legislaturperiode in die Zahlen eingearbeitet wurden und manchmal nicht.